# Piombino
Piombino é uma comuna italiana da região da Toscana, província de Livorno, com cerca de 33.917 habitantes. Estende-se por uma área de 129 km², tendo uma densidade populacional de 263 hab/km². Faz fronteira com Campiglia Marittima, Follonica (GR), San Vincenzo, Suvereto.